# Pseudachorutella remyi
Pseudachorutella remyi is een springstaartensoort uit de familie van de Neanuridae. De wetenschappelijke naam van de soort is voor het eerst geldig gepubliceerd in 1933 door Denis.